# 20.ª etapa del Giro de Italia 2019
La 20.ª etapa del Giro de Italia 2019 tuvo lugar el 1 de junio de 2019 entre Feltre y Croce d'Aune-Monte Avena sobre un recorrido de 194 km y fue ganada por el ciclista español Pello Bilbao del equipo Astana, quien con este triunfo completó su segunda victoria de etapa en el Giro 2019. El ciclista ecuatoriano Richard Carapaz del equipo Movistar conservó la Maglia Rosa.

## Clasificación de la etapa
| \| Clasificación de la etapa \| Clasificación de la etapa \| Clasificación de la etapa \| Clasificación de la etapa \| Clasificación de la etapa \| \| Ciclista \| Ciclista \| Equipo \| Tiempo \| \| \| ------------------------- \| ------------------------- \| ------------------------- \| ------------------------- \| ------------------------- \| \| 1.º \| Pello Bilbao \| Astana \| 5 h 46 min 02 s \| \| \| 2.º \| Mikel Landa \| Movistar Team \| + 0 s \| \| \| 3.º \| Giulio Ciccone \| Trek-Segafredo \| + 2 s \| \| \| 4.º \| Richard Carapaz \| Movistar Team \| + 4 s \| \| \| 5.º \| Vincenzo Nibali \| Bahrain-Merida \| + 4 s \| \| \| 6.º \| Tanel Kangert \| EF Education First \| + 15 s \| \| \| 7.º \| Mikel Nieve \| Mitchelton-Scott \| + 15 s \| \| \| 8.º \| Valentin Madouas \| Groupama-FDJ \| + 25 s \| \| \| 9.º \| Rafał Majka \| Bora-Hansgrohe \| + 44 s \| \| \| 10.º \| Domenico Pozzovivo \| Bahrain-Merida \| + 44 s \| \| |                    |                    |                 |
| |                    |                    |                 |
| Fuente: ProCyclingStats |                    |                    |                 |
| Clasificación de la etapa |                    |                    |                 |
| Ciclista | Ciclista           | Equipo             | Tiempo          |
| 1.º | Pello Bilbao       | Astana             | 5 h 46 min 02 s |
| 2.º | Mikel Landa        | Movistar Team      | + 0 s           |
| 3.º | Giulio Ciccone     | Trek-Segafredo     | + 2 s           |
| 4.º | Richard Carapaz    | Movistar Team      | + 4 s           |
| 5.º | Vincenzo Nibali    | Bahrain-Merida     | + 4 s           |
| 6.º | Tanel Kangert      | EF Education First | + 15 s          |
| 7.º | Mikel Nieve        | Mitchelton-Scott   | + 15 s          |
| 8.º | Valentin Madouas   | Groupama-FDJ       | + 25 s          |
| 9.º | Rafał Majka        | Bora-Hansgrohe     | + 44 s          |
| 10.º | Domenico Pozzovivo | Bahrain-Merida     | + 44 s          |

## Clasificaciones al final de la etapa

### Clasificación general(Maglia Rosa)
| \| Clasificación general \| Clasificación general \| Clasificación general \| Clasificación general \| Clasificación general \| \| Ciclista \| Ciclista \| Equipo \| Tiempo \| \| \| --------------------- \| --------------------- \| --------------------- \| --------------------- \| --------------------- \| \| 1.º \| Richard Carapaz \| Movistar Team \| 89 h 38 min 28 s \| \| \| 2.º \| Vincenzo Nibali \| Bahrain-Merida \| + 1 min 54 s \| \| \| 3.º \| Mikel Landa \| Movistar Team \| + 2 min 53 s \| \| \| 4.º \| Primož Roglič \| Team Jumbo-Visma \| + 3 min 16 s \| \| \| 5.º \| Bauke Mollema \| Trek-Segafredo \| + 5 min 51 s \| \| \| 6.º \| Miguel Ángel López \| Astana \| + 7 min 18 s \| \| \| 7.º \| Rafał Majka \| Bora-Hansgrohe \| + 7 min 28 s \| \| \| 8.º \| Simon Yates \| Mitchelton-Scott \| + 8 min 01 s \| \| \| 9.º \| Pavel Sivakov \| Team Ineos \| + 9 min 11 s \| \| \| 10.º \| Ilnur Zakarin \| Katusha-Alpecin \| + 12 min 50 s \| \| |                    |                  |                  |
| |                    |                  |                  |
| Fuente: ProCyclingStats |                    |                  |                  |
| Clasificación general |                    |                  |                  |
| Ciclista | Ciclista           | Equipo           | Tiempo           |
| 1.º | Richard Carapaz    | Movistar Team    | 89 h 38 min 28 s |
| 2.º | Vincenzo Nibali    | Bahrain-Merida   | + 1 min 54 s     |
| 3.º | Mikel Landa        | Movistar Team    | + 2 min 53 s     |
| 4.º | Primož Roglič      | Team Jumbo-Visma | + 3 min 16 s     |
| 5.º | Bauke Mollema      | Trek-Segafredo   | + 5 min 51 s     |
| 6.º | Miguel Ángel López | Astana           | + 7 min 18 s     |
| 7.º | Rafał Majka        | Bora-Hansgrohe   | + 7 min 28 s     |
| 8.º | Simon Yates        | Mitchelton-Scott | + 8 min 01 s     |
| 9.º | Pavel Sivakov      | Team Ineos       | + 9 min 11 s     |
| 10.º | Ilnur Zakarin      | Katusha-Alpecin  | + 12 min 50 s    |

### Clasificación por puntos(Maglia Ciclamino)
| Clasificación por puntos | Clasificación por puntos | Clasificación por puntos    | Clasificación por puntos | Clasificación por puntos |
| Ciclista                 | Ciclista                 | Equipo                      | Puntos                   |                          |
| ------------------------ | ------------------------ | --------------------------- | ------------------------ | ------------------------ |
| 1.º                      | Pascal Ackermann         | Bora-Hansgrohe              | 226 pts                  |                          |
| 2.º                      | Arnaud Démare            | Groupama-FDJ                | 213 pts                  |                          |
| 3.º                      | Damiano Cima             | Nippo-Vini Fantini-Faizanè  | 104 pts                  |                          |
| 4.º                      | Fausto Masnada           | Androni Giocattoli-Sidermec | 93 pts                   |                          |
| 5.º                      | Richard Carapaz          | Movistar Team               | 90 pts                   |                          |
| 6.º                      | Davide Cimolai           | Israel Cycling Academy      | 60 pts                   |                          |
| 7.º                      | Mirco Maestri            | Bardiani CSF                | 54 pts                   |                          |
| 8.º                      | Primož Roglič            | Team Jumbo-Visma            | 49 pts                   |                          |
| 9.º                      | Vincenzo Nibali          | Bahrain-Merida              | 49 pts                   |                          |
| 10.º                     | Manuel Belletti          | Androni Giocattoli-Sidermec | 45 pts                   |                          |

### Clasificación de la montaña(Maglia Azzurra)
| Clasificación de la montaña | Clasificación de la montaña | Clasificación de la montaña | Clasificación de la montaña | Clasificación de la montaña |
| Ciclista                    | Ciclista                    | Equipo                      | Puntos                      |                             |
| --------------------------- | --------------------------- | --------------------------- | --------------------------- | --------------------------- |
| 1.º                         | Giulio Ciccone              | Trek-Segafredo              | 267 pts                     |                             |
| 2.º                         | Fausto Masnada              | Androni Giocattoli-Sidermec | 115 pts                     |                             |
| 3.º                         | Damiano Caruso              | Bahrain-Merida              | 84 pts                      |                             |
| 4.º                         | Richard Carapaz             | Movistar Team               | 75 pts                      |                             |
| 5.º                         | Mikel Nieve                 | Mitchelton-Scott            | 68 pts                      |                             |
| 6.º                         | Ilnur Zakarin               | Katusha-Alpecin             | 54 pts                      |                             |
| 7.º                         | Mattia Cattaneo             | Androni Giocattoli-Sidermec | 53 pts                      |                             |
| 8.º                         | Pello Bilbao                | Astana                      | 46 pts                      |                             |
| 9.º                         | Mikel Landa                 | Movistar Team               | 42 pts                      |                             |
| 10.º                        | Gianluca Brambilla          | Trek-Segafredo              | 40 pts                      |                             |

### Clasificación de los jóvenes(Maglia Bianca)
| Clasificación del mejor joven | Clasificación del mejor joven | Clasificación del mejor joven | Clasificación del mejor joven | Clasificación del mejor joven |
| Ciclista                      | Ciclista                      | Equipo                        | Tiempo                        |                               |
| ----------------------------- | ----------------------------- | ----------------------------- | ----------------------------- | ----------------------------- |
| 1.º                           | Miguel Ángel López            | Astana                        | 89 h 45 min 46 s              |                               |
| 2.º                           | Pavel Sivakov                 | Team Ineos                    | + 1 min 53 s                  |                               |
| 3.º                           | Hugh Carthy                   | EF Education First            | + 8 min 39 s                  |                               |
| 4.º                           | Valentin Madouas              | Groupama-FDJ                  | + 13 min 55 s                 |                               |
| 5.º                           | Giulio Ciccone                | Trek-Segafredo                | + 19 min 02 s                 |                               |
| 6.º                           | Edward Dunbar                 | Team Ineos                    | + 32 min 00 s                 |                               |
| 7.º                           | Lucas Hamilton                | Mitchelton-Scott              | + 57 min 15 s                 |                               |
| 8.º                           | Ben O'Connor                  | Dimension Data                | + 1 min 10 s                  |                               |
| 9.º                           | Chris Hamilton                | Team Sunweb                   | + 1 h 16 min 13 s             |                               |
| 10.º                          | Jai Hindley                   | Team Sunweb                   | + 1 h 20 min 45 s             |                               |

### Clasificación por equipos"Super Team"
| Clasificación por equipos | Clasificación por equipos   | Clasificación por equipos | Clasificación por equipos |
| Equipo                    | Equipo                      | Tiempo                    |                           |
| ------------------------- | --------------------------- | ------------------------- | ------------------------- |
| 1.º                       | Movistar Team               | 269 h 34 min 59 s         |                           |
| 2.º                       | Astana                      | + 17 min 53 s             |                           |
| 3.º                       | Bahrain-Merida              | + 19 min 23 s             |                           |
| 4.º                       | EF Education First          | + 24 min 15 s             |                           |
| 5.º                       | Mitchelton-Scott            | + 31 min 35 s             |                           |
| 6.º                       | Ineos                       | + 34 min 37 s             |                           |
| 7.º                       | Trek-Segafredo              | + 1 h 09 min 47 s         |                           |
| 8.º                       | Bora-hansgrohe              | + 1 h 37 min 46 s         |                           |
| 9.º                       | Androni Giocattoli-Sidermec | + 1 h 37 min 46 s         |                           |
| 10.º                      | Team Jumbo-Visma            | + 2 h 08 min 09 s         |                           |

## Abandonos
- Florian Sénéchal, debido a una caída que le provocó una fractura de clavícula, abandonó durante la etapa.[2]